# When Your Heart Is Weak
When Your Heart Is Weak is een nummer van de Amerikaanse band Cock Robin uit 1986. Het is de derde single van hun titelloze debuutalbum.
"When Your Heart Is Weak" is een ballad die gaat over een man die verliefd is op een vrouw, maar niet weet of de vrouw in kwestie hem ook ziet staan. Het nummer bereikte een bescheiden 35e positie in de Amerikaanse Billboard Hot 100. Ook in een paar Europese landen werd het nummer een hit. De Nederlandse Top 40 wist het nummer nog net te behalen met een 39e positie en in de Vlaamse Radio 2 Top 30 werd de 20e positie behaald.